# Bicske
Bicske – miasto na Węgrzech, w Komitacie Fejér, siedziba władz powiatu Bicske.

## Zabytki
- Kościół rzymskokatolicki z malowidłami XVIII wieku, których autorem był Franz Anton Maulbertsch
- Pałac Batthyány (budowany w latach 1754–1755)
- ruiny obserwatorium astronomicznego
- w centrum miasta odkopano ruiny świątyni, datowane na XV wiek

## Miasta partnerskie
- Altshausen
- Băile Tuşnad
- Melegnano